# London Monarchs
| London Monarchs | London Monarchs                                                            |
| Gegründet 1991 – Aufgelöst 1998 Spielten in London, Vereinigtes Königreich | Gegründet 1991 – Aufgelöst 1998 Spielten in London, Vereinigtes Königreich |
| --- | -------------------------------------------------------------------------- |
| \| \| \| \| \| Logo \| |                                                                            |
| Teamfarben | Rot, Gold, Blau, Weiß                                                      |
| Liga |                                                                            |
| - World League of American Football (1991-1992) Europa division - Word League (1995-1997) - NFL Europe (1998)                                                                                     |                                                                            |
| Teamgeschichte |                                                                            |
| Teamnamen | - London Monarchs (1991–1997) - England Monarchs (1998)                    |
| Erfolge |                                                                            |
| Meisterschaften (1) World Bowl 1991 |                                                                            |
| Play-off-Teilnahmen (1) 1991 |                                                                            |
| Stadien |                                                                            |
| - Wembley-Stadion (1991, 1992) - White Hart Lane (1995, 1996) - Stamford Bridge (1996, 1997) - Crystal Palace (1998) - Ashton Gate Stadium, Bristol (1998) - Alexander Stadium, Birmingham (1998) |                                                                            |
| |                                                                            |
| | Logo                                                                       |

Die London Monarchs waren ein professionelles Footballteam aus London, Vereinigtes Königreich. Sie waren 1991 sie eines der Gründungsmitglieder der World League of American Football (WLAF) und gewannen den ersten World Bowl. Sie waren Mitglied der Nachfolgeliga NFL Europe. In der Saison 1998 traten sie als England Monarchs auf und wurden nach der Saison aufgelöst.

## Geschichte
Die Monarchs trugen in den ersten Jahren ihre Heimspiele im Wembley-Stadion aus und gewannen dort auch den ersten World Bowl gegen die Barcelona Dragons. Die anfänglich sehr hohe Popularität in London – in der Premierensaison 1991 kamen 40.000 Zuschauer im Schnitt und über 61.000 zum World Bowl – war nicht von großer Dauer. Ab 1995 wurde nicht mehr in Wembley gespielt, sondern in Fußballstadien, die teilweise sogar zu kurz für ein 120 Yards langes Footballfeld waren und nur mit Sondergenehmigung der NFL Europe benutzt werden konnten. So spielten sie 1995 und 1996 im White Hart Lane- und 1997 im Stamford Bridge-Stadion.
In der Saison 1998 benannten sie sich England Monarchs um und spielten neben drei Spielen im Londoner Crystal Palace je ein Spiel in Bristol und Birmingham. Dies erwies sich als Misserfolg, die Zuschauerzahlen sanken immer weiter, und so wurde das Team im Sommer 1998 aufgelöst und 1999 durch Berlin Thunder ersetzt.

## Spielzeiten
| Saison           | Liga (Division) | Platz | S  | N  | U | P+   | P-   | Postseason                                                                   |
| ---------------- | --------------- | ----- | -- | -- | - | ---- | ---- | ---------------------------------------------------------------------------- |
| 1991             | WLAF (European) | 1.    | 9  | 1  | 0 | 310  | 121  | Won SF: New York/New Jersey Knights (42:26) Won WB: Barcelona Dragons (21:0) |
| 1992             | WLAF (European) | 3.    | 2  | 7  | 1 | 178  | 203  | –                                                                            |
| 1995             | WLAF            | 4.    | 4  | 6  | 0 | 174  | 220  | –                                                                            |
| 1996             | WLAF            | 5.    | 4  | 6  | 0 | 161  | 192  | –                                                                            |
| 1997             | WLAF            | 6.    | 4  | 6  | 0 | 116  | 184  | –                                                                            |
| England Monarchs |                 |       |    |    |   |      |      |                                                                              |
| 1998             | NFL Europe      | 5.    | 3  | 7  | 0 | 158  | 205  | –                                                                            |
| Summe            | Summe           | Summe | 26 | 33 | 1 | 1097 | 1125 | Zwei Siege (63:26)                                                           |